# ОФК шампионат у фудбалу за жене 1994.
ОФК првенство за жене 1994. било је пето ОФК првенство у женском фудбалу (познато и као Куп женских нација ОФК-а). Папуа Нова Гвинеја је била домаћин турнира између 14. и 20. октобра 1994. На турниру су се такмичиле три екипе и играо се по кругу свако са сваким. Аустралија је победила на гол-разлику након бодовног  изједначења са Новим Зеландом. Као резултат тога, квалификовале су се за Светско првенство у фудбалу за жене 1995. године.

## Екипе учеснице
У "курзиву" дебитанти.
| Екипе учеснице | Екипе учеснице | Екипе учеснице     |
| -------------- | -------------- | ------------------ |
| Аустралија     | Нови Зеланд    | Папуа Нова Гвинеја |

## Табела и резултати
| Екипа              | Ута | Поб | Нер | Изг | ГД | ГП | ГР  | Бод | Белешка                                                                  |
| ------------------ | --- | --- | --- | --- | -- | -- | --- | --- | ------------------------------------------------------------------------ |
| Аустралија         | 4   | 3   | 0   | 1   | 13 | 2  | +11 | 9   | Шампиони и квалификовале се за Светско првенство у фудбалу за жене 1991. |
| Нови Зеланд        | 4   | 3   | 0   | 1   | 10 | 2  | +8  | 9   |                                                                          |
| Папуа Нова Гвинеја | 4   | 0   | 0   | 4   | 0  | 19 | –19 | 0   |                                                                          |

| Нови Зеланд       | 2 : 1    | Аустралија       |
| ----------------- | -------- | ---------------- |
| Венди Шарп ?’, ?’ | Извештај | Алисон Форман ?’ |

| Нови Зеланд        | 2 : 0    | Папуа Нова Гвинеја |
| ------------------ | -------- | ------------------ |
| Дона Бејкер ?’, ?’ | Извештај |                    |

| Аустралија                                                                                        | 7 : 0 | Папуа Нова Гвинеја |
| ------------------------------------------------------------------------------------------------- | ----- | ------------------ |
| Карли Пумпа ?’, ?’ · Черил Салсбери ?’, ?’ · Лиса Казагранде ?’ · Сани Хјуз ?’ · Алисон Форман ?’ |       |                    |

| Аустралија   | 1 : 0    | Нови Зеланд |
| ------------ | -------- | ----------- |
| Џули Мари ?’ | Извештај |             |

| Папуа Нова Гвинеја | 0 : 4 | Аустралија                                                           |
| ------------------ | ----- | -------------------------------------------------------------------- |
|                    |       | Черил Салисбери ?’ · Лиса Казагранде ?’ · Сани Хјуз ?’ · ? ?’ (а.г.) |

| Папуа Нова Гвинеја | 0 : 6    | Нови Зеланд                                                                                    |
| ------------------ | -------- | ---------------------------------------------------------------------------------------------- |
|                    | Извештај | Ким Дермот ?’, ?’ · Венди Хендерсон ?’ · Аманда Крафорд ?’ · Мори Џејкобсон ?’ · Венди Шарп ?’ |

## Голгетери
3. гола
- Черил Салсбери
- Венди Шарп

Аутогол
- Непознато